# Jennifer Ehle
Jennifer Anne Ehle (Winston-Salem, 29 dicembre 1969) è un'attrice statunitense.

## Biografia
Nata a Winston-Salem, nella Carolina del Nord, figlia unica dell'attrice inglese Rosemary Harris e dello scrittore statunitense John Ehle, la Ehle ha debuttato sul palcoscenico da bambina in un revival di Broadway del 1973 di Un tram che si chiama Desiderio, in cui sua madre interpretava Blanche DuBois. Ha trascorso la sua infanzia tra il Regno Unito e gli Stati Uniti, frequentando 18 scuole diverse inclusa la Interlochen Arts Academy. La sua formazione teatrale si è divisa tra la North Carolina School of the Arts e la Central School of Speech and Drama di Londra.
Nel 1992, Peter Hall l'ha lanciata nel ruolo di Calypso in un adattamento televisivo del romanzo di Mary Wesley The Camomile Lawn, in cui lei e la madre hanno interpretato lo stesso personaggio in età diverse. Questa storia, prodotta dall'emittente Channel 4 è una miniserie televisiva in cinque parti in cui si narrano la vita e gli amori di una famiglia di cugini dal 1939 ad oggi. Le due in seguito hanno interpretato nuovamente lo stesso personaggio in età diverse nel film di István Szabó del 1999 Sunshine con il personaggio di Valerie.
La sua interpretazione di Elizabeth Bennet nell'adattamento televisivo del 1995 della BBC, con la collaborazione della Arts & Entertainment Network, del classico di Jane Austen Orgoglio e pregiudizio le ha fatto guadagnare un British Academy of Film and Television Arts (BAFTA) come miglior attrice televisiva. Dopo un periodo con la Royal Shakespeare Company, ha ottenuto il suo primo grande ruolo nel film Paradise Road. 
Ha portato avanti la sua carriera sia a teatro che al cinema. Nel 2000, ha riscosso un ulteriore successo di critica a Broadway nel ruolo di Annie ne La cosa vera di Tom Stoppard, vincendo sia un Theatre World Award che il Tony Award alla miglior attrice protagonista in uno spettacolo. Anche la madre è stata nominata per lo stesso premio quell'anno per Waiting in the Wings. Dopo un'interruzione, è tornata sul palcoscenico nel 2005 in Scandalo a Filadelfia all'Old Vic al fianco di Kevin Spacey. L'anno successivo, ha interpretato Lady Macbeth in Macbeth. Nel 2007 ha vinto il secondo premio Tony per l'interpretazione di tre personaggi nel trittico di Stoppard The Coast of Utopia, in scena da ottobre 2006 a maggio 2007.
Al cinema ha recitato in Before the Rains, una co-produzione India-USA diretta da Santosh Sivan, e in Pride and Glory - Il prezzo dell'onore con Edward Norton e Colin Farrell. Nel 2008, ha recitato in un telefilm della CBS, The Russell Girl. Nel mese di agosto del 2009, fu annunciato che la Ehle avrebbe interpretato il personaggio di Catelyn Stark nell'episodio pilota della HBO Il Trono di Spade, un adattamento di Cronache del ghiaccio e del fuoco di George R. R. Martin, una serie di romanzi fantasy epici, ma, nel 2010, è stato annunciato che sarebbe stata sostituita dall'attrice irlandese Michelle Fairley. Nel 2010, la Ehle ha recitato a fianco di John Lithgow nella produzione di Mr.& Mrs. Fitch presentato dalla compagnia teatrale britannica Second Stage Theatre. Nel 2010 ha interpretato Myrtle Logue, moglie del terapeuta di Giorgio VI, Lionel Logue, nel film Il discorso del re. Giorgio VI è interpretato dal suo co-protagonista in Orgoglio e Pregiudizio, Colin Firth. Tra il 2011 e il 2012 ha recitato nella serie TV della CBS A Gifted Man.

## Vita privata
Durante le riprese di Orgoglio e pregiudizio, la Ehle iniziò una breve relazione con il co-interprete Colin Firth. Ha sposato nel dicembre 2001 lo scrittore Michael Scott Ryan, da cui ha avuto due figli: un maschio, George (nato nel 2003), e una femmina, Talulah (nata nel 2009). Attualmente risiedono nella zona settentrionale di New York

## Filmografia

### Cinema
- Backbeat - Tutti hanno bisogno di amore (Backbeat), regia di Iain Softley (1994)
- Paradise Road, regia di Bruce Beresford (1997)
- Wilde, regia di Brian Gilbert (1997)
- Camere e corridoi (Bedrooms and Hallways), regia di Rose Troche (1998)
- L'amore dell'anno (This Year's Love), regia di David Kane (1999)
- Sunshine, regia di István Szabó (1999)
- Possession - Una storia romantica (Possession), regia di Neil LaBute (2002)
- The River King, regia di Nick Willing (2005)
- Alpha Male, regia di Dan Wilde (2006)
- Before the Rains, regia di Santosh Sivan (2008)
- Pride and Glory - Il prezzo dell'onore (Pride and Glory), regia di Gavin O'Connor (2008)
- Gli ostacoli del cuore (The Greatest), regia di Shana Feste (2009)
- Il discorso del re (The King's Speech), regia di Tom Hooper (2010)
- I guardiani del destino (The Adjustment Bureau), regia di George Nolfi (2011)
- Le idi di marzo (The Ides of March), regia di George Clooney (2011)
- Contagion, regia di Steven Soderbergh (2011)
- Zero Dark Thirty, regia di Kathryn Bigelow (2012)
- RoboCop, regia di José Padilha (2014)
- Black or White, regia di Mike Binder (2014)
- The Forger - Il falsario (The Forger), regia di Philip Martin (2014)
- Le regole del caos (A Little Chaos), regia di Alan Rickman (2014)
- Advantageous, regia di Jennifer Phang (2015)
- Cinquanta sfumature di grigio (Fifty Shades of Grey), regia di Sam Taylor-Johnson (2015)
- Spooks - Il bene supremo (Spooks: The Greater Good), regia di Bharat Nalluri (2015)
- Little Men, regia di Ira Sachs (2016)
- Altruisti si diventa (The Fundamentals of Caring), regia di Rob Burnett (2016)
- A Quiet Passion, regia di Terence Davies (2016)
- Detroit, regia di Kathryn Bigelow (2017) - non accreditata
- I Kill Giants, regia di Anders Walter (2017)
- Wetlands, regia di Emanuele Della Valle (2017)
- Monster, regia di Anthony Mandler (2018)
- La diseducazione di Cameron Post (The Miseducation of Cameron Post), regia di Desiree Akhavan (2018)
- Cinquanta sfumature di rosso (Fifty Shades Freed), regia di James Foley (2018)
- Vox Lux, regia di Brady Corbet (2018)
- Take Point, regia di Kim Byung-woo (2018)
- L'ora del lupo (The Wolf Hour), regia di Alistair Banks Griffin (2019)
- Run This Town, regia di Ricky Tollman (2019)
- Il professore e il pazzo (The Professor and the Madman), regia di Farhad Safinia (2019)
- Beneath the Blue Suburban Skies, regia di Edward Burns (2019)
- Saint Maud, regia di Rose Glass (2020)
- John and the Hole, regia di Pascual Sisto (2021)
- Anche io (She Said), regia di Maria Schrader (2022)

### Televisione
- The Camomile Lawn – miniserie TV, 5 puntate (1992)
- Le avventure del giovane Indiana Jones (The Young Indiana Jones Chronicles) – serie TV, episodio 2x01 (1992)
- Micky Love, regia di Nick Hamm – film TV (1993)
- La Récréation, regia di Nicolas Ribowski – film TV (1994)
- Self Catering, regia di Robin Lefevre – film TV (1994)
- Pleasure, regia di Ian Sharp – film TV (1994)
- Orgoglio e pregiudizio (Pride and Prejudice) – miniserie TV, 6 episodi (1995)
- Beyond Reason, regia di Jim O'Brien – film TV (1995)
- Melissa – miniserie TV, 4 puntate (1997)
- The Russell Girl - Una vita al bivio (The Russell Girl), regia di Jeff Bleckner – film TV (2008)
- A Gifted Man – serie TV, 16 episodi (2011-2012)
- Low Winter Sun - serie TV, episodio 1x09 (2013)
- The Blacklist - serie TV, episodi 1x14-2x14 (2014-2015)
- The Looming Tower – miniserie TV, 3 puntate (2018)
- Sfida al presidente - The Comey Rule (The Comey Rule) – miniserie TV, 2 puntate (2020)
- Suspicion – serie TV, episodio 1x06 (2022)
- 1923 – serie TV, 4 episodi (2022-2023)
- Law & Order: Organized Crime - serie TV, 4 episodi (2024)

## Teatrografia
- Breaking the Code di Hugh Whitemore, regia di Clifford Williams. Theatre Royal di Bath (1991–92)
- Il Tartuffo di Molière, regia di Peter Hall. Playhouse Theatre di Londra (1991–92)
- The Relapse di John Vanbrugh, regia di Ian Judge. Royal Shakespeare Company (1995–96)
- Il pittore della sua disgrazia di Pedro Calderón de la Barca, regia di Laurence Boswell. Royal Shakespeare Company (1995–96)
- Riccardo III di William Shakespeare, regia di Steven Pimlott. Royal Shakespeare Company (1995–96)
- I villeggianti di Maksim Gor'kij, regia di Trevor Nunn. Royal National Theatre di Londra (1999)
- La cosa vera di Tom Stoppard, regia di David Leveaux. Albery Theatre di Londra e Ethel Barrymore Theatre di Broadway (2000)
- Partita a quattro di Noël Coward, regia di Joe Mantello. American Airlines Theatre di Broadway (2001)
- The Philadelphia Story di Philip Barry, regia di Jerry Zaks. Old Vic di Londra (2005)
- Macbeth di William Shakespeare, regia di Moisés Kaufman. Delacorte Theater di New York (2006)
- La sponda dell'Utopia di Tom Stoppard, regia di Jack O'Brien. Vivian Beaumont Theatre di Broadway (2006–07)
- Mr. & Mrs. Fitch di Douglas Carter Beane, regia di Scott Ellis. Second Stage Theater di New York (2010)
- Oslo di J. T. Rogers, regia di Bartlett Sher. Vivian Beaumont Theatre di Broadway (2016–07)
- Amleto di William Shakespeare, regia di Robert Icke. Park Avenue Armory di New York (2022)

## Premi e riconoscimenti

### Cinema e televisione
- Premio BAFTA
  - 1996 - Miglior attrice televisiva per Orgoglio e pregiudizio
  - 1998 - Candidatura alla migliore attrice non protagonista per Wilde
- British Independent Film Award
  - 2021 - Candidatura alla migliore attrice non protagonista per Saint Maud
- Genie Award
  - 2000 - Candidatura alla migliore attrice protagonista per Sunshine
- National Television Award
  - 1996 - Candidatura all'attrice più popolare per Orgoglio e pregiudizio
- Satellite Award
  - 2001 - Candidatura alla migliore attrice non protagonista per Sunshine
- Screen Actors Guild Award
  - 2011 - Miglior cast cinematografico per Il discorso del re

### Teatro
- Tony Award
  - 2000 - Miglior attrice protagonista in uno spettacolo per La cosa vera
  - 2007 - Miglior attrice non protagonista in uno spettacolo per La sponda dell'Utopia
  - 2017 - Candidatura alla miglior attrice protagonista in uno spettacolo per Oslo
- Laurence Olivier Award
  - 2000 - Candidatura alla miglior attrice per La cosa vera
- Outer Critics Circle Award
  - 2000 - Candidatura alla miglior attrice protagonista in uno spettacolo per La cosa vera
  - 2007 - Candidatura alla miglior attrice non protagonista in uno spettacolo La sponda dell'Utopia
- 2ª classificata al Ian Charleson Award nel 1991 per Il Tartuffo

## Doppiatrici italiane
Nelle versioni in italiano dei suoi lavori, Jennifer Ehle è stata doppiata da:
- Franca D'Amato in Pride and Glory - Il prezzo dell'amore, Le idi di marzo, Zero Dark Thirty, RoboCop, 1923
- Francesca Fiorentini in Orgoglio e pregiudizio, Le regole del caos, Sfida al presidente - The Comey Rule, Operazione speciale: Lioness
- Claudia Catani in Possession - Una storia romantica, Monster, A Gifted Man, Law & Order: Organized Crime
- Alessandra Korompay in Wilde, Il discorso del re, La diseducazione di Cameron Post
- Emanuela D'Amico in The River King, Cinquanta sfumature di grigio, Cinquanta sfumature di nero
- Laura Romano in A Quiet Passion, Il professore e il pazzo
- Laura Boccanera ne Le avventure del giovane Indiana Jones
- Claudia Razzi in Altruisti si diventa
- Chiara Colizzi in L'amore dell'anno
- Georgia Lepore in Paradise Road
- Simona Biasetti in I Kill Giants
- Barbara De Bortoli in Contagion
- Emanuela Rossi in Spooks - Il bene supremo
- Sabrina Duranti in Vox Lux
- Giò Giò Rapattoni in Anche io
- Daniela Calò in Suspicious